# مارتيج
 مارتيج ، (بالإنجليزية: Martigues)‏، (أوكيتان: Lo Martegue)، هي بلدية فرنسية في شمال غرب مرسيليا. إنها جزء من إقليم بوش دو رون، في منطقةبروفنس ألب كوت دازور، في الطرف الشرقي لقناة كارونت.

## أعلام
- إريك برنارد
- شارل موراس
- فؤاد قادير
- أندريه بيير جينياك
- رود فاني